# Desigualdad en la participación
En ciencias sociales, la desigualdad participativa o la desigualdad en la participación consiste en las diferencias en el nivel de participación entre grupos sociales en determinadas actividades. Algunos ejemplos habituales son:
- Diferentes niveles de participación en la política según la clase social, el nivel educativo, el origen étnico, el sexo, etc.
- Diferentes niveles de participación en comunidad en línea tal como describe Jakob Nielsen.[1]

En política, la desigualdad en la participación afecta habitualmente a «las clases de individuos, tales como los jóvenes, los pobres y aquellos con una escasa educación formal» que tienden a no tomar la iniciativa de participar en las elecciones y otras actividades políticas. La enumeración estatal de puerta a puerta, el método empleado en Canadá para registrar a los votantes antes de unos comicios antes de la implementación del Registro Nacional de Electores en 1996, «trabajó para aumentar la concurrencia de los votantes en todos los segmentos de la sociedad y así mitigó una tendencia natural hacia la desigualdad en la participación en la política electoral».

## Desigualdad en la participación política
La desigualdad en la participación política consiste en cómo difiere la participación política entre distintos grupos formados a partir de diversas características, siendo las más comunes la clase social, el origen étnico y el sexo. Se habla de desigualdad generalizada en la participación política cuando existen grupos que quedan fuera de la esfera política o son excluidos de ejercer sus derechos políticos.
La inequidad de participación normalmente ayuda a los politólogos a determinar dónde fallan las democracias o cuándo las instituciones políticas no responden al pueblo. Cuando los sistemas políticos son demasiado desiguales en términos de participación política, se evidencia una brecha en la capacidad de los ciudadanos de deliberar políticamente sobre cómo distribuir mejor los recursos escasos, implementar políticas públicas integrales o promulgar las reformas sociales necesarias. Los países con un alto grado de desigualdad en la participación política suelen calificarse de poco democráticos, aunque también hay países, como la India, donde una baja desigualdad en la participación no ha contribuido a una buena capacidad de respuesta de las instituciones públicas.

### Robert Dahl

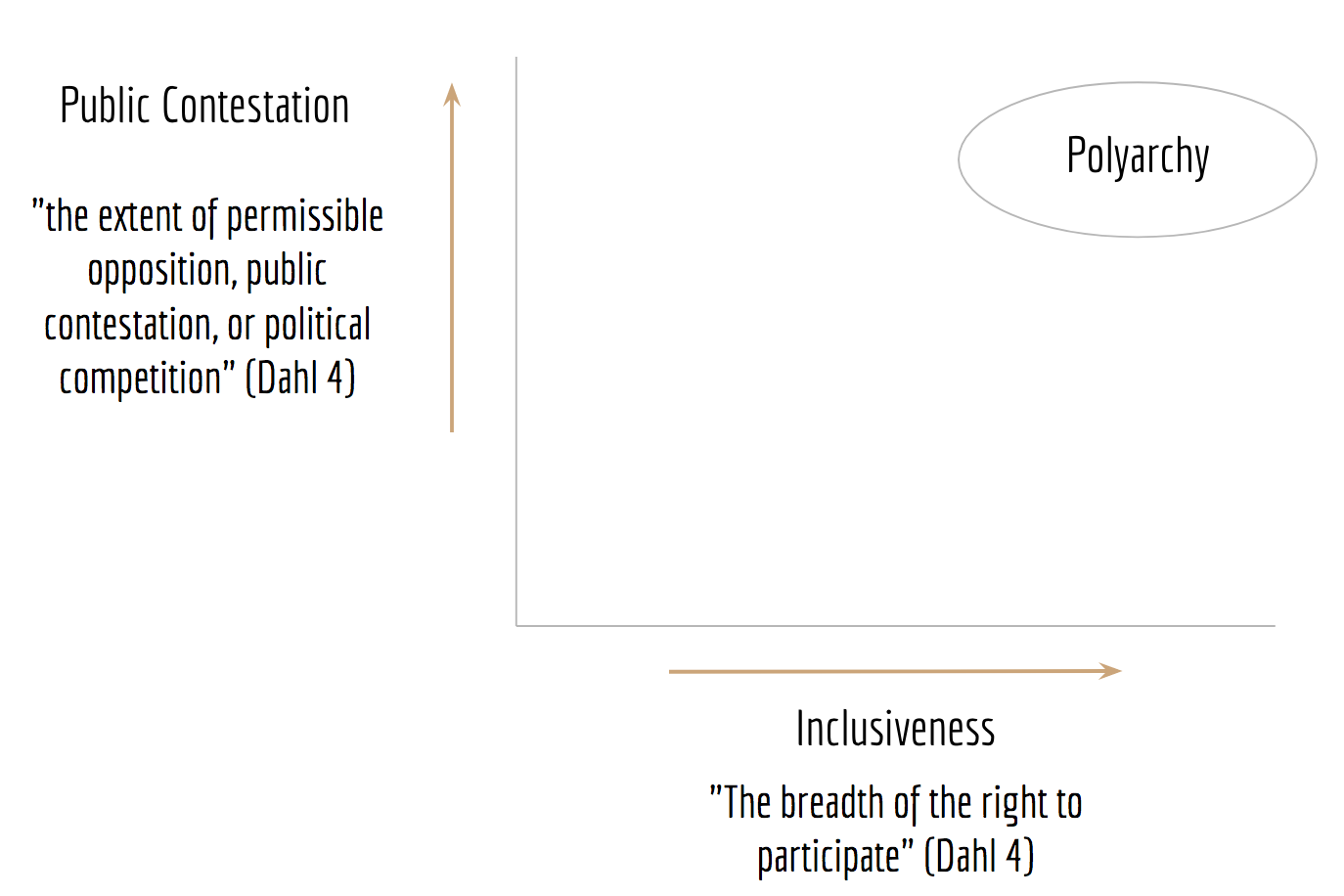
Las dos dimensiones de Robert Dahl para evaluar democracias/polarquías

En 1971, en su artículo académico Polyarchy: Participation and Opposition («Poliarquía: participación y oposición»), Robert Dahl proporcionó un marco básico para evaluar las democracias y poliarquías (democracias casi plenas) a partir de la desigualdad en la participación. En este marco, plantea dos dimensiones: contestación pública (los diversos derechos y procedimientos garantizados a los ciudadanos) e inclusión (cuán accesibles son estos derechos a todos los ciudadanos). Más específicamente, la contestación pública describe las funciones necesarias para una democracia liberal: un ambiente político competitivo, el derecho de presentarse a unas elecciones, el derecho de voto, el derecho a asamblea, etc. La inclusividad describe qué porción de la población es capaz de ejercer estos derechos y procedimientos.
La desigualdad en la participación se suele representar a lo largo de la dimensión de la inclusividad. De esta manera, por ejemplo, si un país solo concediera el derecho de sufragio activo a las personas de baja estatura, este sistema político tendría cierto nivel de contestación pública (al estar disponible el derecho de votar) y cierto nivel de inclusividad (únicamente las personas bajas serían capaces de ejercer este derecho). Este sistema para evaluar las democracias habilita las comparaciones de regímenes políticos basados en la desigualdad de participación al comparar distintos sistemas políticos con el mismo nivel de contestación política según su grado de inclusividad.

### Causas de la participación política

#### Causas dahlianas
Utilizando el marco de referencia de Dahl, la primera causa de inequidad de participación puede estar arraigada en la política pública de un sistema político o en la dimensión dahliana de la inclusividad. La exclusión sistémica basada en los requisitos de ciudadanía o en la política pública de un régimen se puede reflejar en políticas que discriminan a los grupos según la identidad étnica, como el viejo apartheid en Sudáfrica, o la exclusión iraní de los partidos políticos sunníes.

### Expansión de Dahl

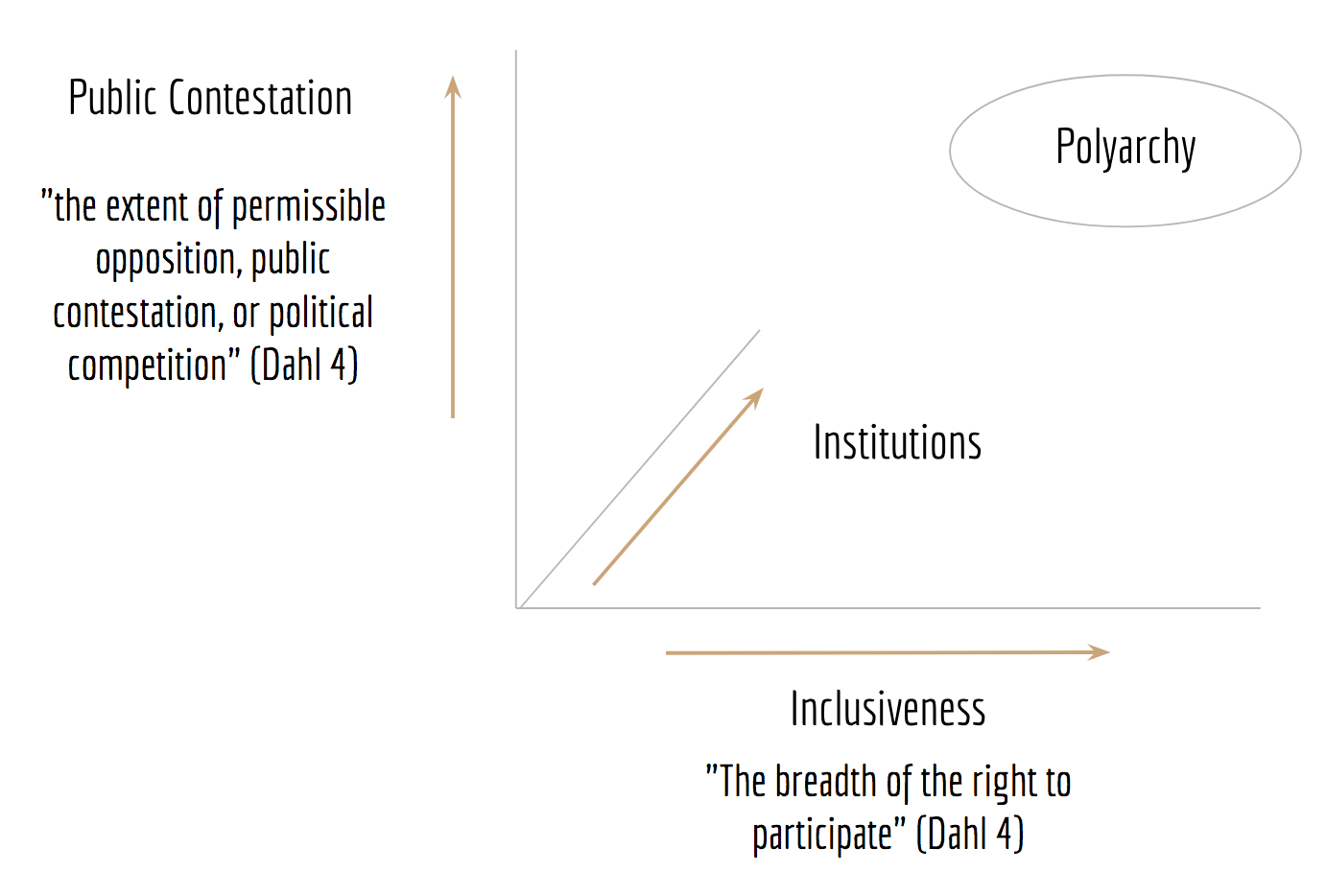
Una expansión de las dos dimensiones de Robert Dahl, se añade una tercera dimensión posible: instituciones

La causa más insidiosa de la desigualdad en la participación surge de la tercera dimensión que se ha incorporado recientemente a la evaluación bidimensional de Dahl de los sistemas políticos: las instituciones. En este marco, las instituciones implementan procedimientos y derechos políticos garantizados  por el estado. Algunas causas institucionales de desigualdad en la participación política son las pruebas de alfabetización, la implementación de estrictos requisitos de ciudadanía, la poca disponibilidad de cabinas de votación en áreas rurales o pobres, y la falta de transporte público. Todo esto afecta a la capacidad de la ciudadanos para ejercer efectivamente su derecho de voto.
Las causas institucionales de la desigualdad en la participación también pueden ser mitigadas o exacerbadas por normas culturales. A menudo, la alta participación electoral es aclamada como señal de una nación democráticamente receptiva; sin embargo, en la India "la tasa de participación entre los pobres es casi tan alta como la de las clases media y adinerada. Un estudio detallado de participación de los votantes en las elecciones nacionales del año 2009 muestran que los índices de participación del votante no parecen variar en absoluto según el nivel de ingresos. Los estudios recientes informan hallazgos similares en África y Latinoamérica (Bratton 2008; Boot & Seligson 2008)”. Muchos de estos estudios concluyen que en democracias en desarrollo el voto actúa como una garantía de valor o estado social para el estado. Esta norma cultural no se ha traducido en instituciones que actúen más democráticamente ya que “los gobiernos creados a partir de estas elecciones descuidan los intereses de los pobres y los tratan con poco respeto en comparación con otros grupos de mayores ingresos”. Países como la India son considerados excepciones a la regla general por la que existe una relación entre el nivel económico y la participación de los votantes.

#### Desigualdad económica y educativa
La inequidad económica y la desigualdad educativa a menudo han sido señaladas como culpables habituales de la desigualdad en la participación política. En gran parte, estos dos tipos de desigualdad son a menudo creados y reiterados por instituciones políticas, pero la mayoría de los politólogos estudian estas causas por separado, en gran parte porque no solucionan plenamente con cambios en las instituciones políticas. Aunque los resultados de las instituciones políticas presentan una gran variabilidad de un régimen a otro, la mayor parte de los estudios encuentra que una alta desigualdad económica en países desarrollados reduce la participación electoral entre las personas más pobres y aumenta la participación entre las personas más adineradas (esto depende de la cohesión social de sociedades, correlacionándose negativamente con la participación política de los acomodados cuando la desigualdad económica es alta). Otros estudios encuentran que la desigualdad educativa deprime la participación electoral dependiendo del propio nivel de ingresos y del nivel educativo autopercibido (cómo uno percibe su propio estatus social y el nivel educativo de los demás).